# 台湾火筒树
台灣火筒樹（學名：Leea guineensis）为火筒樹科火筒樹屬下的一個種。其种加词“guineensis”意为“几内亚的”。為台灣原生，分布於南部低海拔至海岸林內。蘭嶼及綠島亦產。

## 圖示

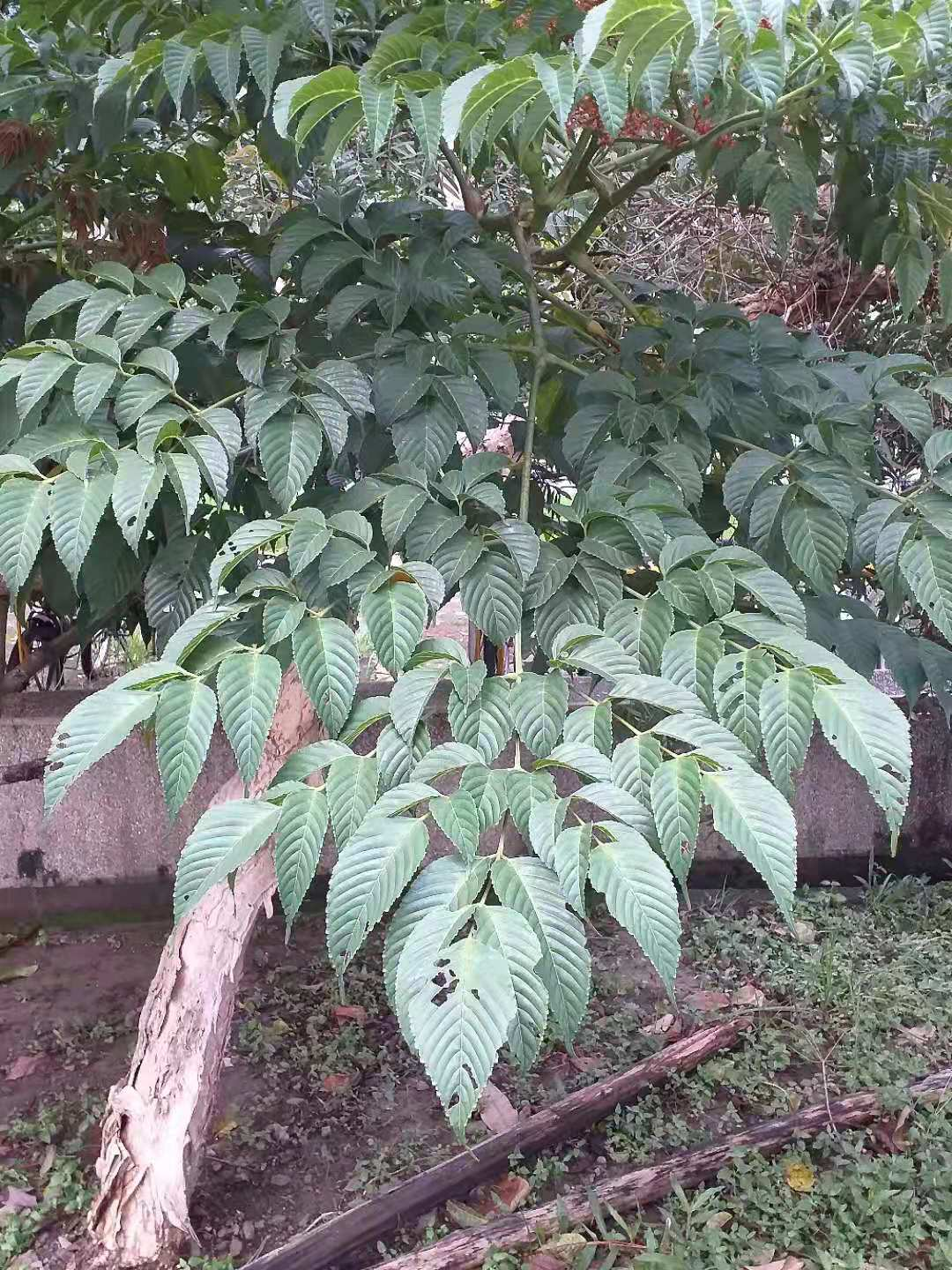
羽狀奇數複葉，側脈5~7 對
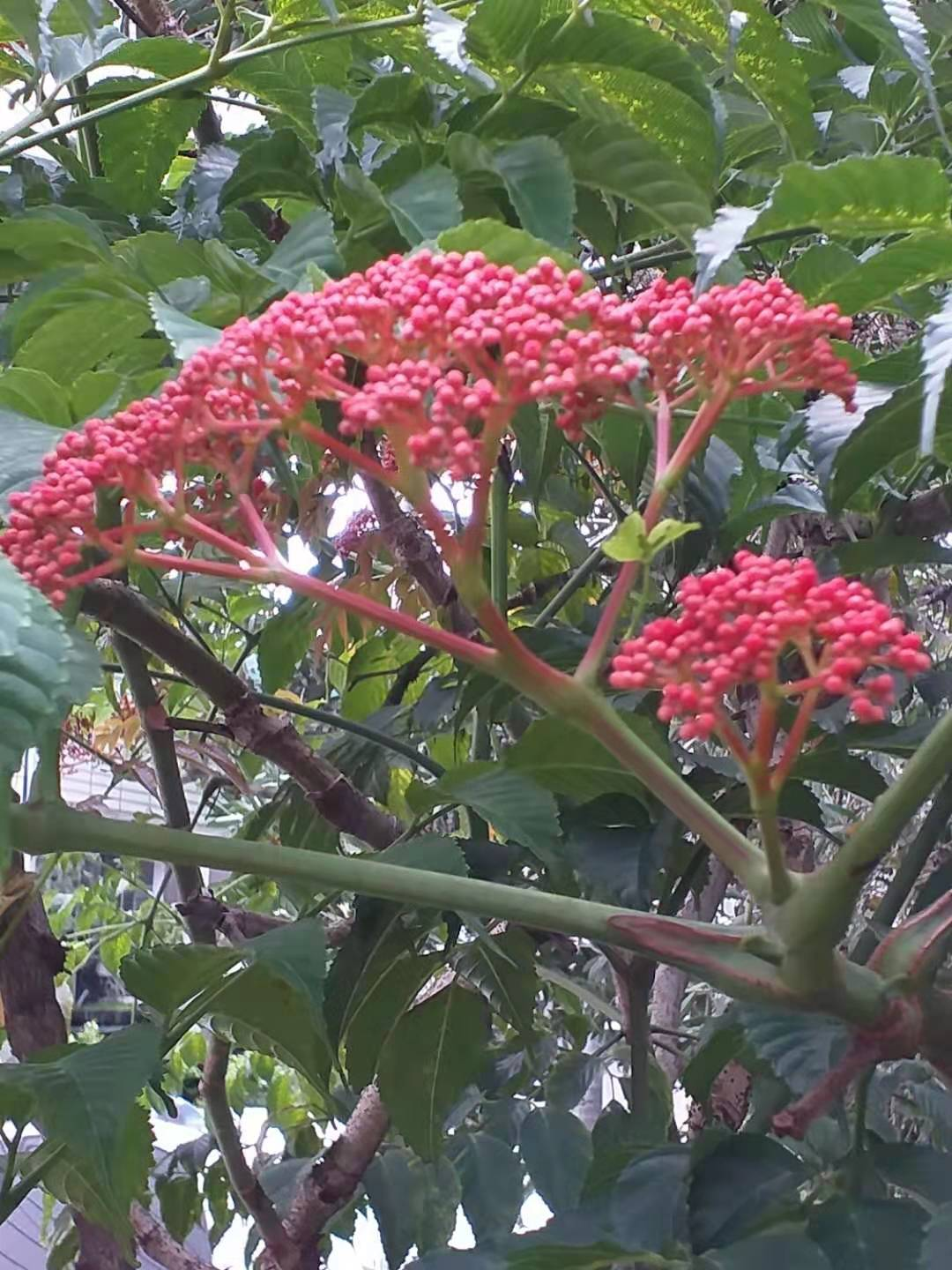
繖房狀聚繖花序，花梗紅色
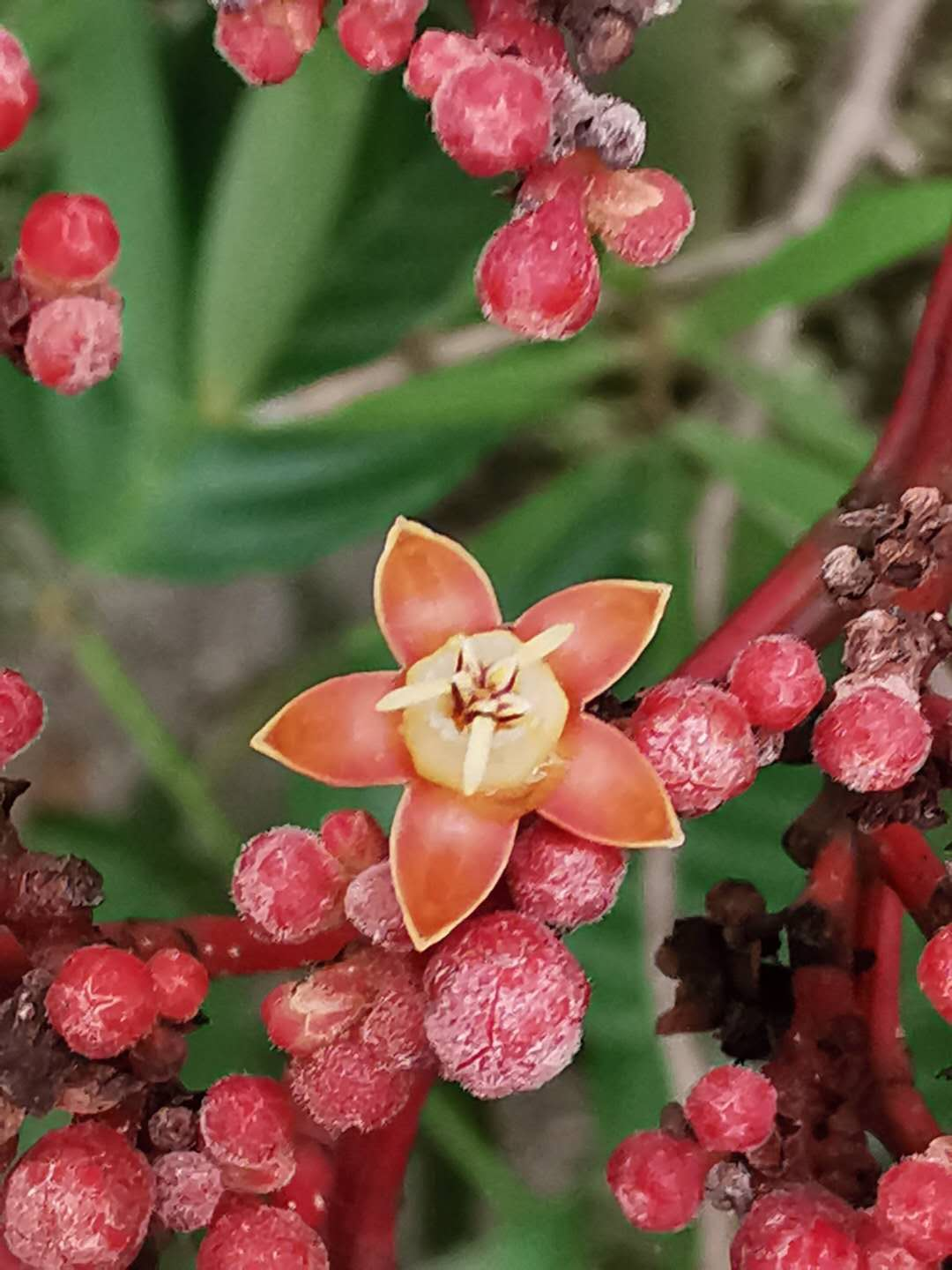
形貌不一的單花
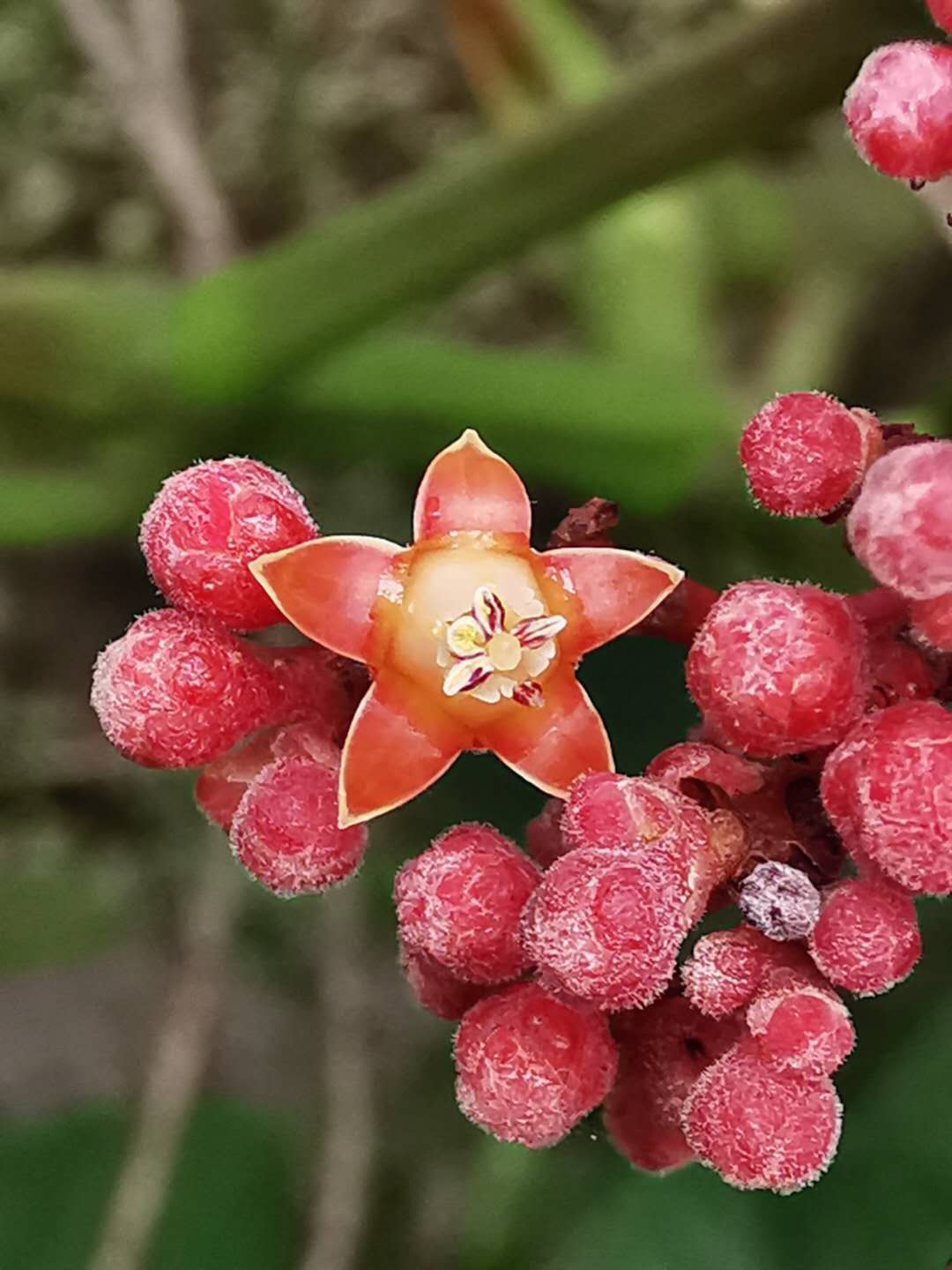
形貌不一的單花
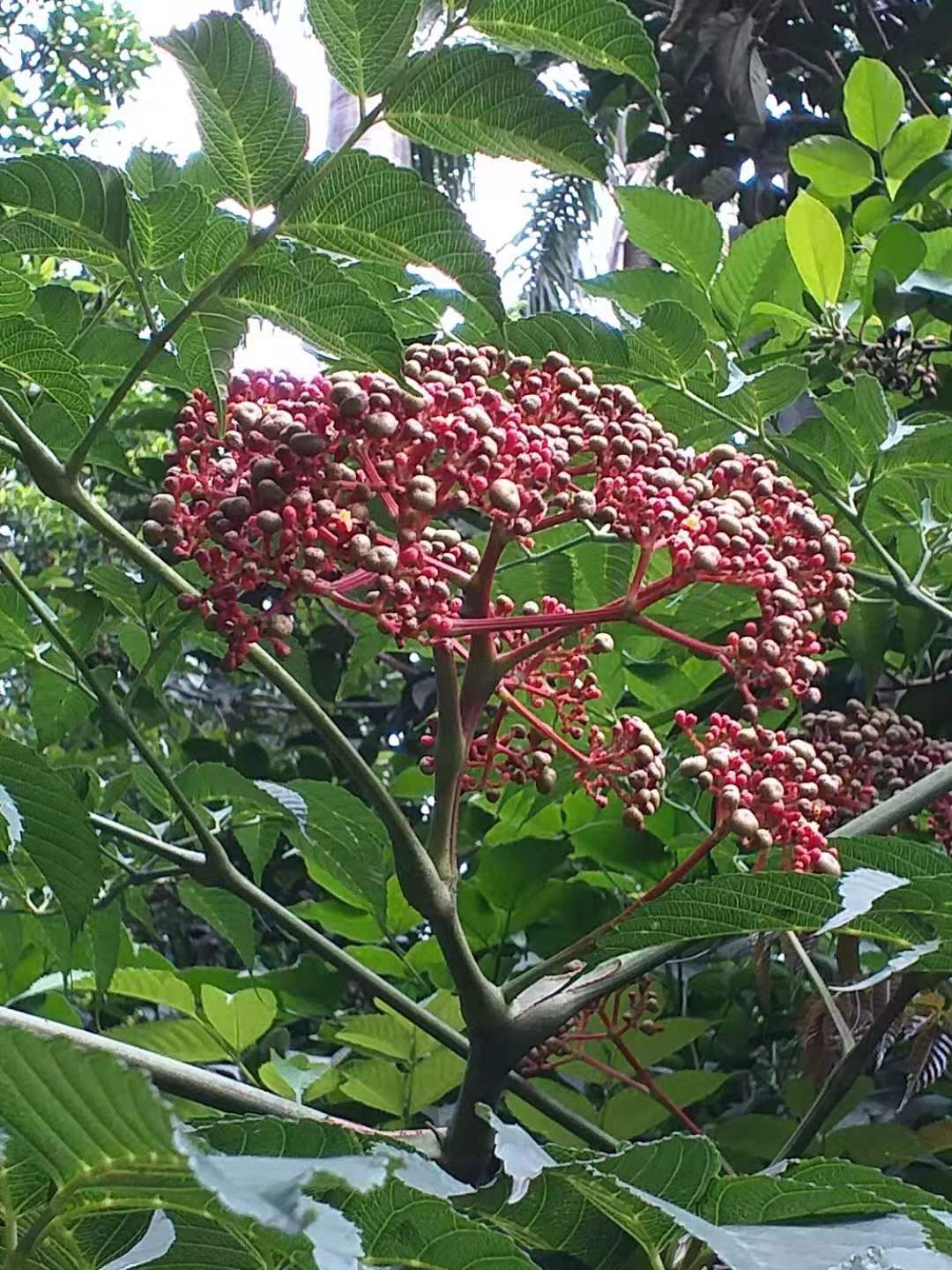
花果同梗
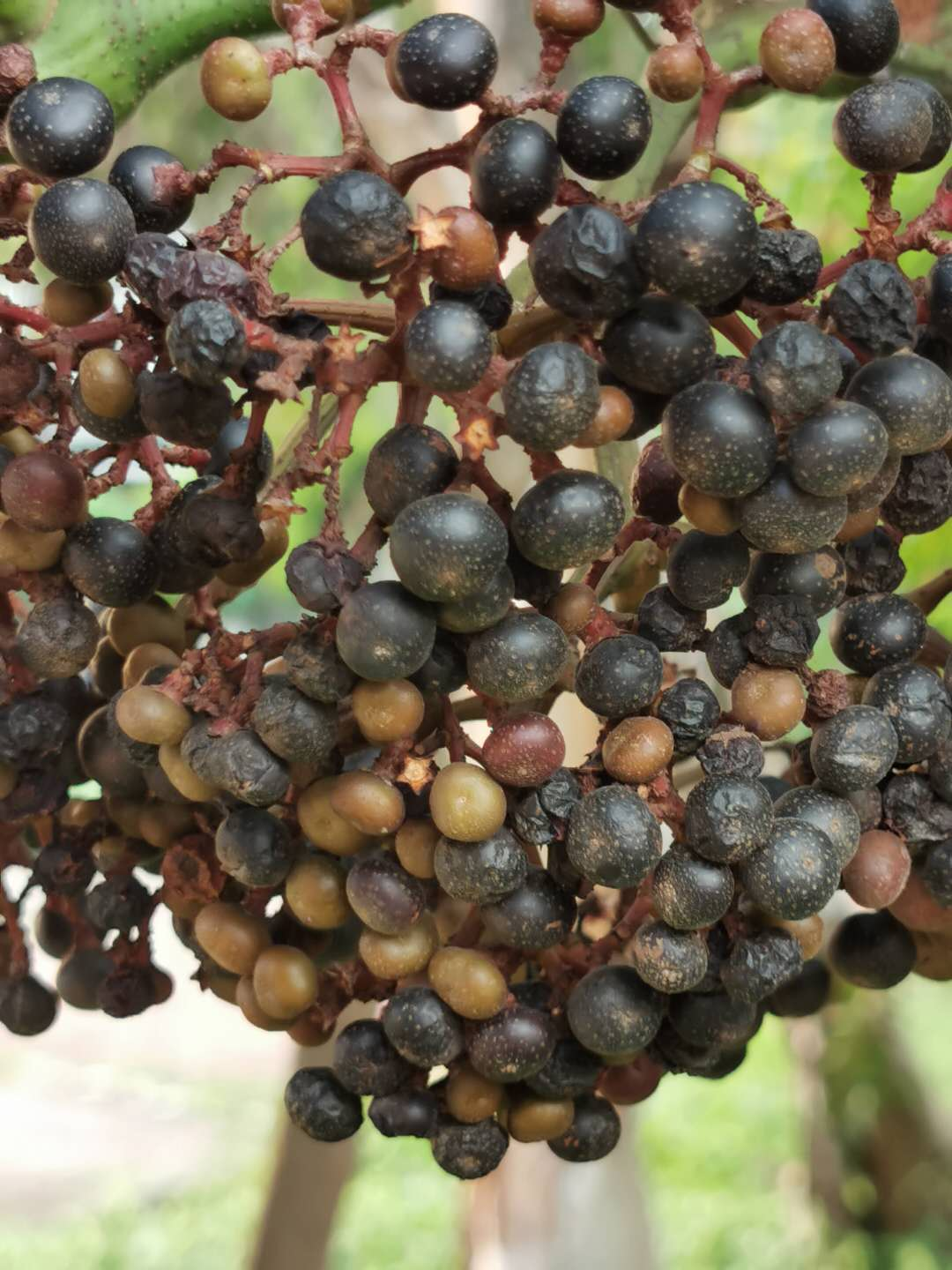
果實隨成熟度逐漸轉深
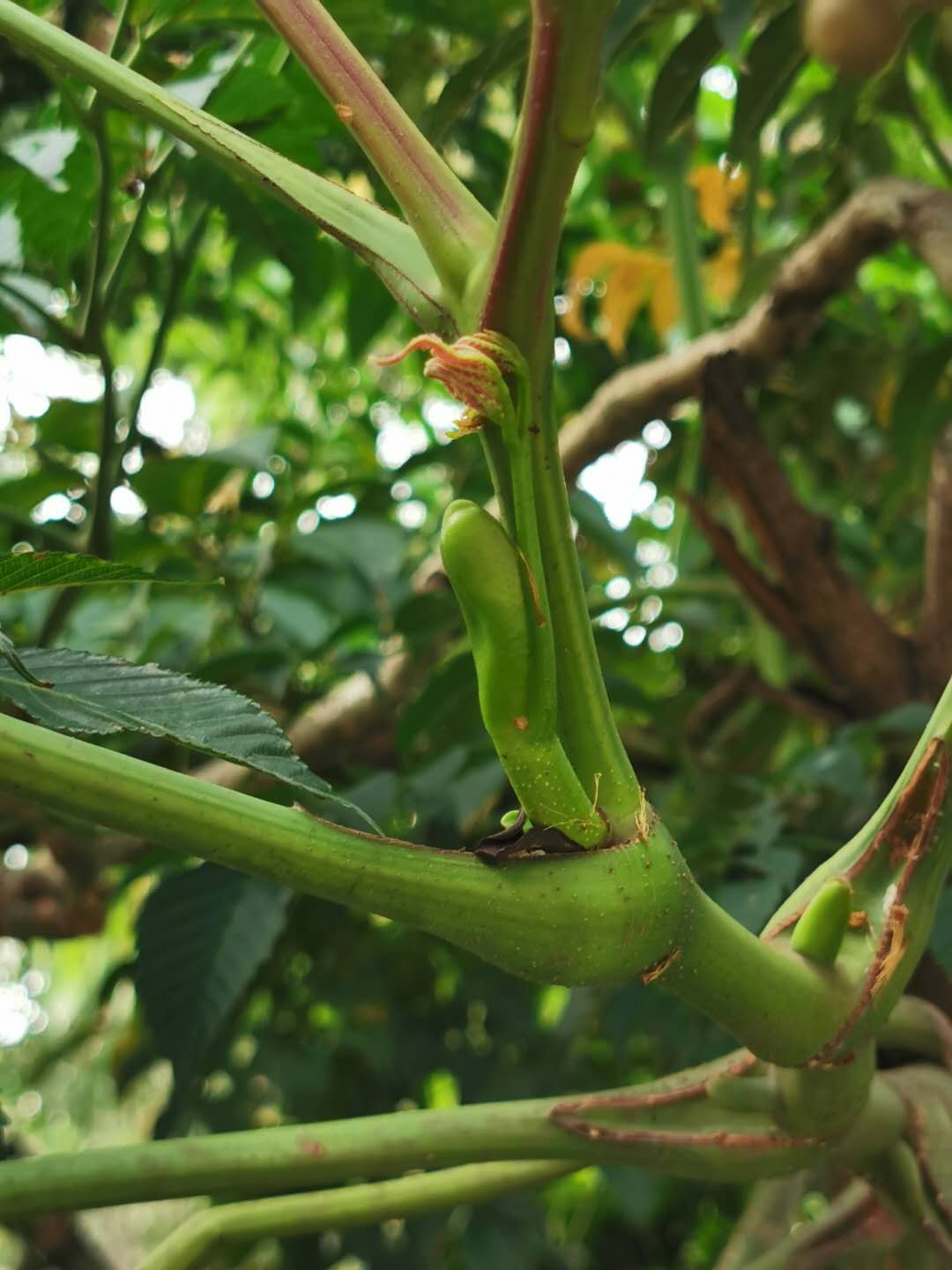
新芽、托葉與葉鞘
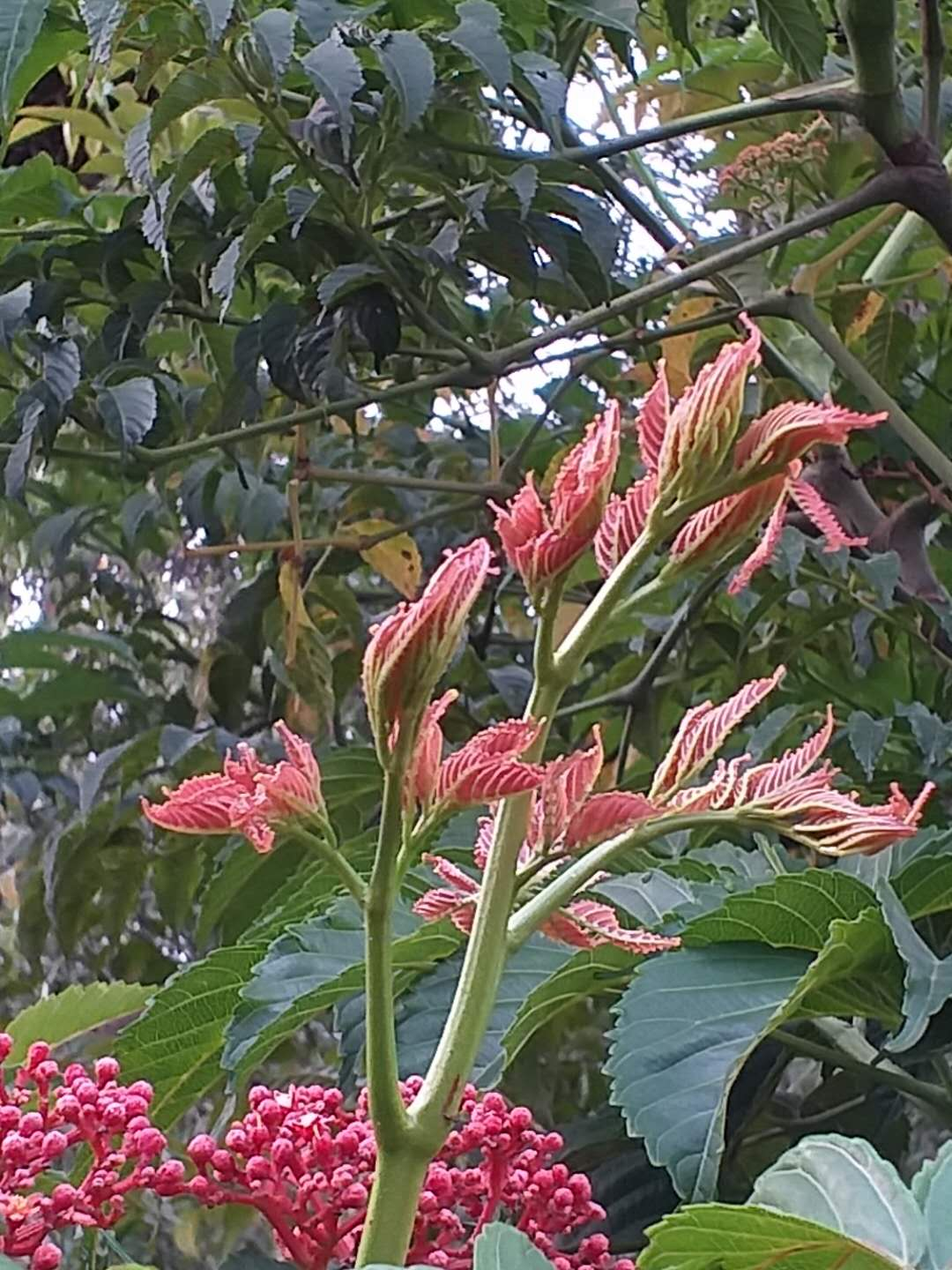
珊瑚色幼葉